# Ordre de la reconnaissance centrafricaine
L’ordre de la reconnaissance centrafricaine est la deuxième plus haute décoration honorifique de la République centrafricaine après l'ordre du Mérite centrafricain. Il a été créé par le décret n°62.133 du 21 mai 1962, durant la présidence de David Dacko, pour récompenser les mérites individuels distingués rendus au pays.

## Grades
A sa création, l'ordre était organisé en 2 grades (Chevalier et Officier).
L'ordre comporte aujourd'hui trois grades (chevalier, officier et commandeur) et deux dignités (grand officier et grand-croix).
| Chevalier | Officier | Commandeur | Grand officier | Grand-croix |
| --------- | -------- | ---------- | -------------- | ----------- |
|           |          |            |                |             |

## Récipiendaires
- François Hollande, Grand'croix (May 13th 2016)

- Benoît Puga, Commandeur
- Éric Bellot des Minières, Commandeur
- Jean-Louis Delaite, Commandeur
- Éric Hautecloque-Raysz, Commandeur
- Charles Malinas, ambassadeur de France, Commandeur

- Gabriel Manner, Officier (December 6th 2023)
- Adams Adam, Officier

- Matthieu Basily, Chevalier
- Romaric Bayani, Chevalier
- Maurice Bengonda, Chevalier
- Médard Doanzoyen, Chevalier
- Corine Enza Yagaza, Chevalier
- Chantal Leberre, Chevalier
- Gérald Ludet, Chevalier
- Bernard Rogel, amiral, CEM, CEMP, Chevalier.
- Edgard Trot, Chevalier